# Inspektorhaus (Jena)

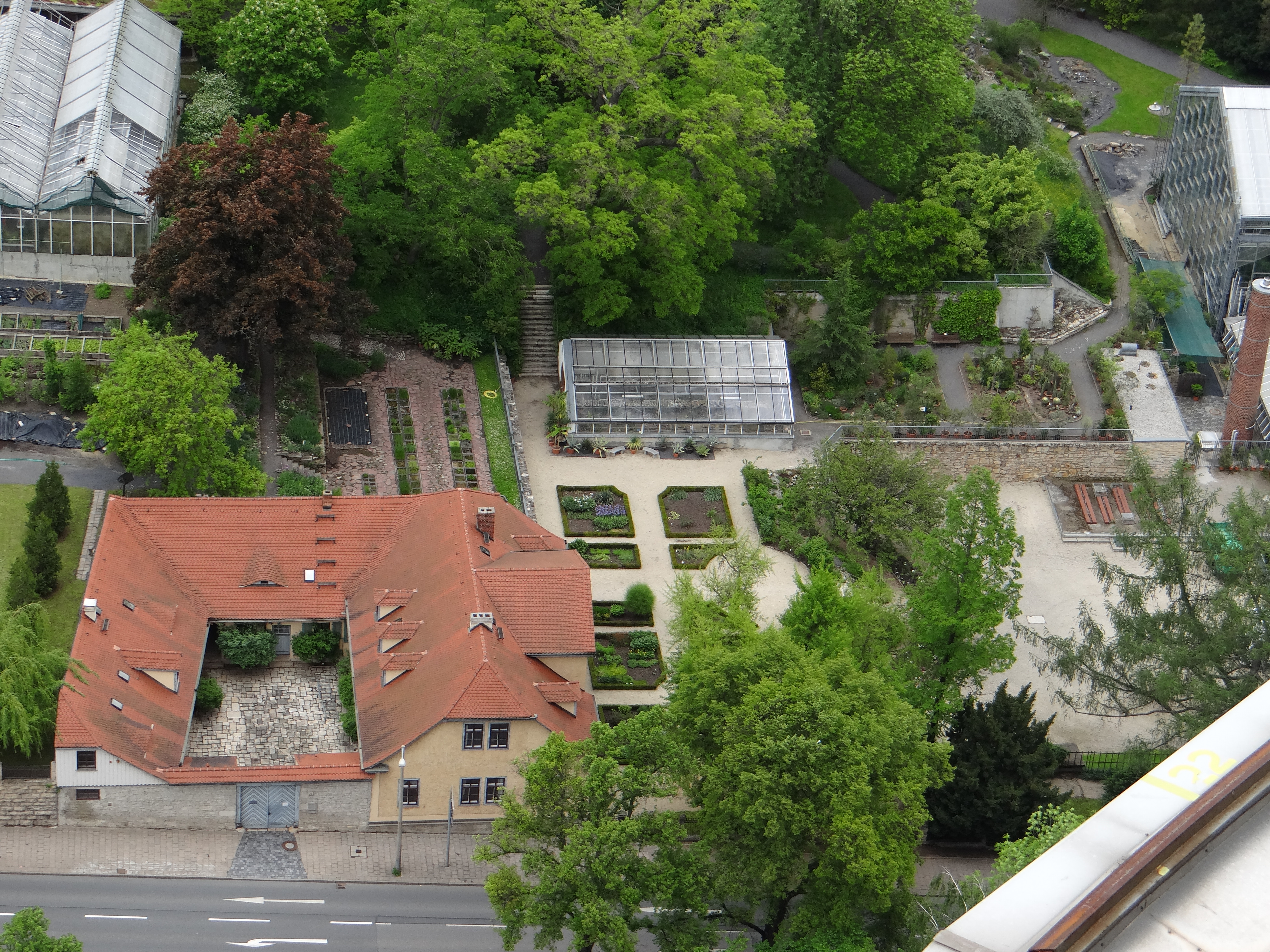
Inspektorhaus vom Hochhaus Leutraggraben 1

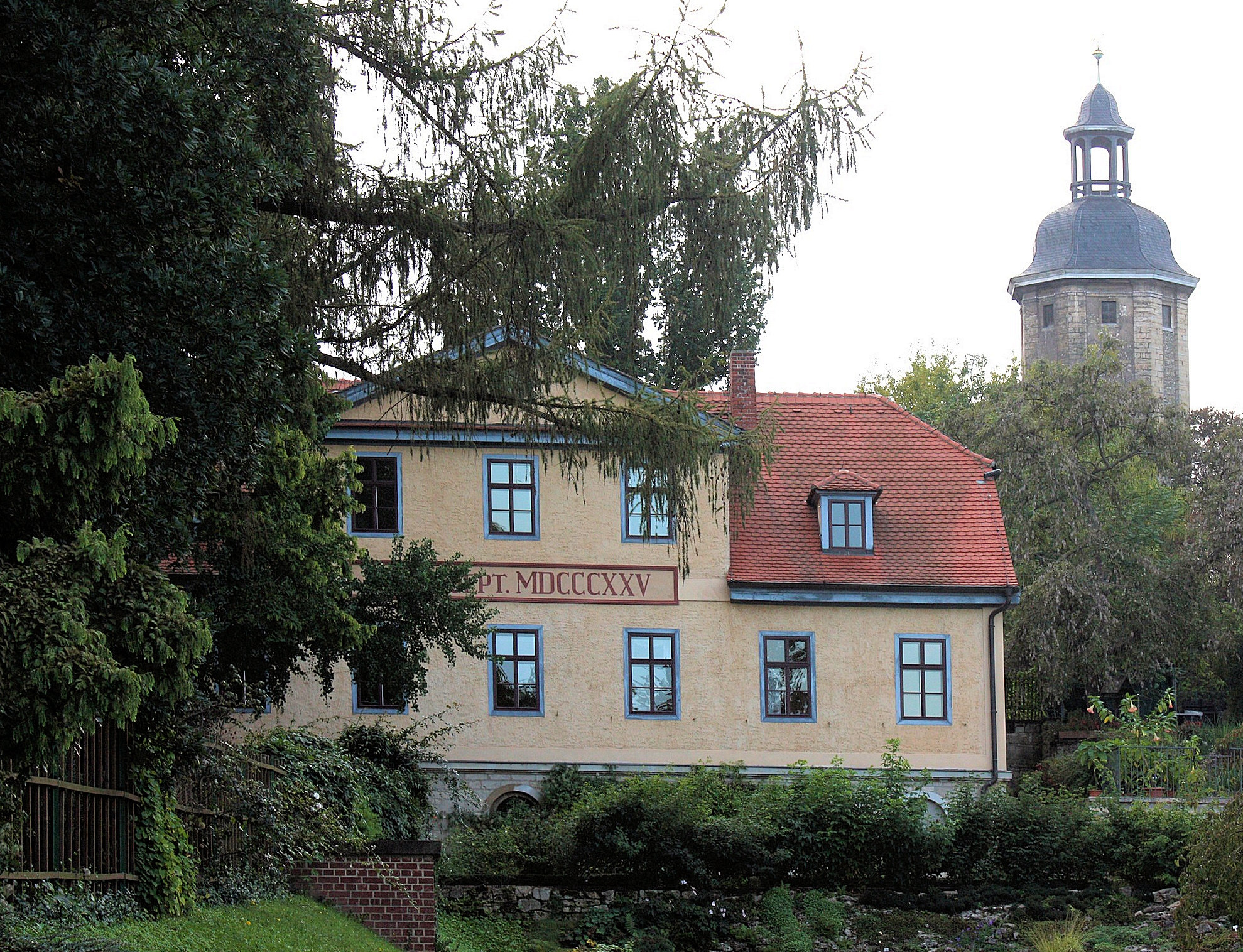
Blick zum Inspektorhaus und zum Turm der Friedenskirche

Inspektorhaus bezeichnet ein Gebäude im Fürstengraben 26 in Jena, Thüringen. Es entstand im Zusammenhang mit der Entwicklung des im 16. Jahrhundert als Apothekergarten gegründeten Botanischen Gartens. Das 1825–1827 erneuerte und 2014–2024 sanierte Haus ist in der Liste der Kulturdenkmale in Jena eingetragen.

## Geschichte
1776 wurde Johann Wolfgang von Goethe durch Herzog Carl August mit der „Oberaufsicht über die unmittelbaren Anstalten für Wissenschaft und Kunst im Großherzogtum Sachsen-Weimar-Eisenach“ betraut. In Ausübung dieses Amtes führten ihn immer wieder dienstliche Wege nach Jena, wo insbesondere der historische „Botanische Garten“, der durch Zerstörungen während der napoleonischen Kriege gelitten hatte, wiederherzustellen und weiterzuentwickeln war. 
In Jena konnte Goethe Abstand und Ruhe von der Residenzstadt Weimar bekommen und das intellektuelle Klima der Universitätsstadt nutzen. Es hatte dort zu Begegnungen mit bedeutenden Persönlichkeiten seiner Zeit, wie den Bildhauern Christian Daniel Rauch und Christian Friedrich Tieck, dem Architekten und Maler Karl Friedrich Schinkel, dem Schriftsteller Karl Ludwig von Knebel, dem Chemiker Johann Wolfgang Döbereiner u. a.
1945 wurden Teile des Nord-Ost-Flügels durch Bomben bis auf die Grundmauern zerstört, 1947 bis 1949 nach historischen Plänen wiederaufgebaut. Ab 2014 erfolgte eine aufwändige Sanierung, die die räumliche Gliederung und Anordnung weitestgehend erhielt. Die Gesamtinvestitionssumme betrug 4,9 Mio. Im Februar 2024 wurden die Arbeiten durch das Thüringer Landesamt für Bau und Verkehr abgeschlossen und das Gebäude an die Friedrich-Schiller-Universität übergeben. Die Einweihung durch Staatssekretär Torsten Weil erfolgte am 2. Juli 2024.
Heute zeigt das Goethe-Laboratorium das naturwissenschaftliche Schaffen des Universalgelehrten, der am 24. November 1825 anlässlich der Verleihung des Ehrendoktordiplomswürde an die Philosophische Fakultät schrieb: „ich bin dieser Akademie ganz eigentlich die Entwicklung meines wissenschaftlichen Bestrebens schuldig geworden.“